# Kazuhiko Aoki
Pour les articles homonymes, voir Aoki.
Kazuhiko Aoki (青木 和彦, Aoki Kazuhiko, né le 6 novembre 1961) est un créateur de jeu vidéo japonais. Il fait sa carrière chez Square puis Square Enix. Il travaille en tant que créateur, réalisateur ou producteur sur plusieurs projets.

## Carrière
En 1984, il est appelé chez Square par Hironobu Sakaguchi et fait partie de l'une des premières équipes de développement de l'entreprise avec. À la fin des années 1990, il travaille à la création de Hanjuku Hero (1988) et Final Fantasy III (1990). En 1991, il est, avec Akihiko Matsui et Hiroyuki Itō, l'un des trois créateur de l'Active Time Battle, un système de combat et semi-temps réel utilisé pour la première fois dans Final Fantasy IV puis repris de nombreuses fois depuis.
En 1994-1995 il s'investit beaucoup dans un projet de RPG de Sakaguchi, Yuji Horii et Akira Toriyama : Chrono Trigger. Il leur permet de réaliser le jeu en prenant la place de producteur et en appelant sur le projet Akihiko Matsui, Yoshinori Kitase et Takashi Tokita. Le jeu connait un gros succès et bénéficie encore aujourd'hui d'une importante notoriété dans le domaine du RPG.
Par la suite, il travaille sur la création des évènements dans Final Fantasy VII (1997) de Kitase, puis réalise les RPGs Chocobo no Fushigi Dungeon puis sa suite Chocobo's Dungeon 2 en 1997-1998. À la fin des années 2000, Sakaguchi et Itō l'appellent sur le Final Fantasy IX. Il s'y investit beaucoup et rédige le scénario, sur une idée de Sakaguchi, puis dirige lui-même le déroulement des évènements.
En 2002-2003, il développe le premier opus d'une série spin-off de Final Fantasy, destiné au jeu multijoueur, Final Fantasy Crystal Chronicles. Ce jeu au concept atypique marque le retour du développement de Square sur les consoles Nintendo et réalise de bons chiffres de vente. Récemment, il a supervisé la création des combats dans le remake DS de Final Fantasy III réalisé par Hiromichi Tanaka.
Fin juin 2025, Aoki quitte son poste au sein de Square Enix. Après avoir consacré beaucoup de temps et d'énergie, Il compte se reposer et ne pas reprendre une activité professionnelle. Toutefois, il affirme qu'il ne peut pas tout à fait arrêter, trouvant la création de jeu vidéo amusant. Il pense revenir à terme à un telle activité.

## Travaux
- 1988 : Hanjuku Hero (en), directeur
- 1990 : Final Fantasy III, design[2]
- 1991 : Final Fantasy IV, création des combats[3]
- 1993 : Hanjuku Hero: Aa, Sekaiyo Hanjukunare...!, directeur
- 1995 : Chrono Trigger, producteur[4]
- 1997 : Final Fantasy VII, planificateur des évènements[5]
- 1997 : Final Fantasy IV (portage sur PlayStation), directeur[6]
- 1997 : Chocobo no Fushigi Dungeon
- 1998 : Final Fantasy V (portage sur PlayStation), superviseur[7]
- 1998 : Chocobo's Dungeon 2, directeur[8]
- 2000 : Final Fantasy IX, création des évènements[9]
- 2003 : Final Fantasy Crystal Chronicles, directeur[10]
- 2005 : Code Age Commanders: Tsugu Mono Tsuga Reru Mono (en), chef du game design
- 2006 : Final Fantasy III (remake sur Nintendo DS), superviseur des combats[11]